# ローヤルクラウン・コーラ
RCコーラ（RC Cola）は、アメリカ合衆国ジョージア州コロンバスの薬剤師クラウド・A・ハッチャーが開発したコーラ味のソフトドリンク。米国でキューリグドクターペッパーが所有し、国際的にはRCグローバルビバレッジが所有する

## 歴史

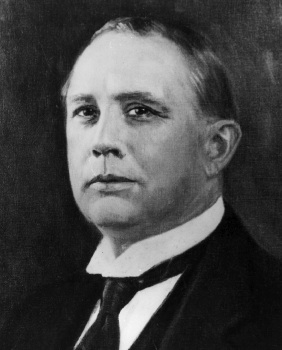
クラウド・A・ハッチャー

1901年、ジョージア州コロンバスにコール=ハンプトン=ハッチャー食料雑貨店が創業した。1903年、オーナーがハッチャー家のみになり、ハッチャー食料雑貨店に改名した。この店舗は10番通りとフロント通りの交差点近くに位置していた。この頃、ビン入りのソフトドリンクが急速に人気を上げ、食料雑貨店のオーナーたちは店の利益を最大限にしようと考えた。食料卸売り業を営んでいたクラウド・A・ハッチャーは、地元のセールスマンであるコロンバス・ロバーツから大量のコカ・コーラのシロップを購入した。ハッチャーは、これほど大量に購入しているのだから、ハッチャー食料雑貨社がシロップの価格を特別に割り引いてもらえるのは当然だと考えた。ロバーツが割り引きに応じなかったため、2人は対立した。ハッチャーはロバーツにもうコカ・コーラを買わないことを宣言し、自ら清涼飲料の製法を開発する決心をした。そしてオリジナルのコーラ飲料を開発するため食料雑貨店の地下室にこもった。しかし、開発したのはジンジャーエールの製法だった。
1905年、ローヤルクラウンとしてローヤルクラウン・ジンジャーエールを製造し、その後ローヤルクラウン・ストロベリー、ローヤルクラウン・ルートビアを製造した。自社製品の色付きジュースの名に因み、1910年に社名をシェロ=コーラと改名し、1925年にNehi にさらに改名した。1934年にシェロ・コーラを化学者ルーファス・カムが6ヶ月かけて改良し、当時同社が売り出していたジンジャーエールの商標に因んでローヤルクラウン・コーラと名付けた。
1950年代、アメリカ合衆国南部においてローヤルクラウン・コーラとムーン・パイは「労働者の昼食」として人気があった。1954年、ローヤル・クラウンは世界初の缶飲料、そして後に初のアルミ缶飲料を発売した。
1958年、初のダイエット・コーラであるダイエット・ライトを、1980年、世界初のカフェインフリーコーラであるRC100を発表した。1990年代半ば、RCはブドウ糖果糖液糖ではなく新鮮なサトウキビ糖を使用したプレミアム・コーラと称されるローヤル・クラフト・ドラフト・コーラを発表した。12オンス・ボトルのみでの販売であったが、1つの飲料を特別なボトルに大量に分配することが難しくなり、オーストラリア、ニュージーランド、フランス以外ではすぐに販売中止となった。現在ニュージーランド、オーストラリアの一部、タイ、中央アジアのタジキスタンでのみ販売されている。またチェリーコーク、ペプシ・ワイルド・チェリーに対抗し、チェリーRCも発売した。
2000年10月、ローヤル・クラウンはスナップルを買収したキャドバリー・シュウェップスPlcに買収された。それ以降ロイヤル・クラウンの操業はキャドバリー・シュウェップスの子会社であるドクターペッパー/セブンアップに組み込まれた。2001年、海外向けRCブランド全てカナダのオンタリオ州ミシサガにあるコット・ビヴァレッジに売却され、アメリカ国外に向けたRCコーラ製品を扱うローヤル・クラウン・コーラ・インターナショナルとして操業することになった。アメリカ国内ではドクターペッパー・スナップル・グループが操業することになった。
コット・ビヴァレッジのRCコーラは2010年6月にラトビアで、2011年5月にイギリスでも発売され、アズダなどのスーパーマーケットや小売店などで購入可能となった。
RCコーラはAsiawide Refreshments Corporation を通じてフィリピンでも販売されている。

### 日本での歴史
日本での歴史も長く、1961年には壽屋（現・サントリー）が広告を掲載している。モデルは加山雄三。その後はローヤルクラウン日本支社を設立して本格的に日本市場へ参入したが、市場にはなかなか受け入れられず、ライセンス契約終了とともに終売。その後は北海道の小原商店や、1972年に富山のトンボ飲料とライセンス契約を結び、当該地域及び沖縄で細々と販売された。再び全国区に現れるのは1989年で、ポッカコーポレーション（現・ポッカサッポロフード&ビバレッジ）とのライセンス契約締結後である。しかし1996年の契約期限切れを期に契約を解消、日本市場から姿を消した。現在、輸入品は一部のスーパーマーケットや輸入食料品店などで販売されている。しかし、海外産を直輸入しているため日本語のラベルはない。近年シュウェップスに吸収された。
北海道にファンが多いのはサントリーとの契約が終わった後に、小原などの既に知名度のあった道内ガラナ飲料業者がフランチャイズ参入し、340mlキングサイズ瓶をコカ・コーラの190mlレギュラーサイズ瓶と同価格で発売したのが大きいと思われる。このため北海道ではまれに1970年代に設置したと思われるローヤルクラウンのホーロー看板が掘っ建て小屋に張られているのを見ることができる。
また、現在ローヤルクラウンのコーラシロップを使用した製品がローソンストア100で販売されている。
尚、日本語の片仮名表記を「ロイヤルクラウン」と誤って書かれるケースが散見されるが、製品に表示された表記は一貫して「ローヤルクラウン」であった。

## 商品展開

### 世界初
世界初の缶飲料、世界初の16オンスボトル、世界初のカフェインフリーコーラなど時代を先取りした「世界初」の商品を多く世に出しており、それらはインダストリアル・ファースツと呼ばれている。
中でも1961年に発売したダイエット・ライト・コーラ(Diet Rite Cola)は、世界初のダイエットコーラとしてばかりでなく、世界初のおいしいダイエット飲料として売り出され発売後1年半で消費量全米第4位にランクインするほどの好成績を残し同業他社がダイエットコーラに進出する切っ掛けとなった。ダイエット・ライト・コーラは1983年にカフェイン・ナトリウム・砂糖を全部抜いたものになり、現在でも好評を博している。

### 北海道地域
函館市の小原商店により、1970年代後半～1980年代中期にかけて、透明無着色ガラス瓶入りで炭酸飲料ではない「RCクリームサワー」という名称の無果汁乳酸菌清涼飲料がローヤルクラウンブランドにて北海道の一部で販売されていた。色はピンク・イエロー・グリーン・オレンジの4種類で、透明色ではなくやや乳白色に近い。色別の味については殆ど相違がなく、練乳入りタイプのフルーツカルピスに近い味・口当たりである（その他、京都周辺で販売されているローカル清涼飲料水「ユーミー（参考画像）」（ユーミー会）やダイソーを中心に売られている棒アイス「ミルパーラー」（双葉洋行）にも似ている）。使用されていた透明ガラスビン・王冠ラベルも全く同じ物を使用していた為、色の違いによる個別の名称も特についていなかった。

### 北陸地域
富山市のトンボ飲料により、無果汁炭酸清涼飲料水「ローヤルクラウンチェリー」「ローヤルクラウンオレンジ」「ローヤルクラウンメロン」「ローヤルクラウングレープ」「ローヤルエース（フレーバー不明）」が販売されていた。コカ・コーラ社のファンタやペプシコーラ社のミリンダ同様、果物系フレーバーを人工的に再現している。

## RCブランド一覧
| 製品名                     | 発売年 | 特記                                                                                         | 画像 |
| -------------------------- | ------ | -------------------------------------------------------------------------------------------- | ---- |
| RCコーラ                   | 1905   | オリジナルのRCコーラ                                                                         |      |
| ダイエット・ライト・コーラ | 1958   | 初のダイエット・コーラ                                                                       |      |
| RCコーラ・レモン           | 1974   | レモン味のRCコーラ                                                                           |      |
| RC100                      | 1980   | 初のカフェイン抜きダイエット・コーラ                                                         |      |
| チェリーRC                 | 1985   | チェリー味のRCコーラ                                                                         |      |
| RCドラフト・コーラ         | 1995   | サトウキビを使用したプレミアム・コーラ                                                       |      |
| RCコーラ・エッジ           | 1999   | カフェイン増量コーラ                                                                         |      |
| RCコーラ・ゼロ             | 2009   | ノー・カロリー、ノー・シュガーのRCコーラ                                                     |      |
| RCキック                   | 2010   | ガラナ入りRCコーラ                                                                           |      |
| RCドラ=コーラ              | 2012   | 2012年、イギリスでハロウィン向けに発売されたノー・シュガーの赤いコーラ。ラベルが暗闇で光る。 |      |
| RCテン                     | 2012   | ドクターペッパー/セブンアップのテン・シリーズの一環で製造されたローカロリーのコーラ          |      |

## 宣伝活動
RCコーラのブランドは多くのキャンペーンを行なっている。1930年代、広告会社BBDOと共にアレックス・オズボーンは「シーズン最高」のスローガンでキャンペーンを行なった。
1940年代、女優リザベス・スコットをRCコーラの顔として起用し、「リザベス・スコットによるとRCは最高の味」のスローガンで雑誌広告を掲載した。
.
1966年、ローヤル・クラウン・コーラはジム・ヘンソンと共同でサワー・バード(ヘンソン)とナッティ・バード(フランク・オズのアシストによるヘンソン)の2羽の鳥のパペットによるコマーシャルを製作した。ナッティ・バードの方が売り込みが強い。ナッティ・バードはヘンソンによるデザイン、ドン・ソーリンによる製作で完成した。サワー・バードはロックンロール・モンスターと共に『エド・サリヴァン・ショー』に出演した。
1967年12月、ナンシー・シナトラは様々な歌手が出演した1時間の自身の特別番組『Movin' With Nancy 』でデイヴィッド・ウィンターズの振付により2つのコマーシャルに出演した。 シナトラは「It's a mad, mad, mad Cola... RC the one with the mad, mad taste!...RC! 」と歌った。1960年代から1980年代、同社はニューヨーク・メッツの公式スポンサーを務めた。ニューヨークでのテレビ・コマーシャルにはメッツのピッチャーのトム・シーバーとその妻ナンシー(シナトラではない)が出演し、シェイ・スタジアムのダグアウトの上でシナトラのキャンペーン・ソングに合わせて踊っていた。1970年代半ば、ローヤル・クラウンは「Me & My RC 」のキャンペーンを展開した。ルイズ・マンドレルが歌うジングルは「Me and my RC / Me and my RC /'Cause what's good enough / For other folks / Ain't good enough for me 」という歌詞である。1995年、RCはイスラエルでも発売され、「RC: Just like in America! 」というスローガンであった。